# Berkes János (politikus)
Berkes János (Kissomlyó, 1902. február 21. – Zalaegerszeg, 1992. augusztus 30.) tanító, a Demokrata Néppárt országgyűlési képviselője.

## Élete

### Ifjúkora és közszereplővé válása
Berkes János és Németh Anna, szegény földművesek gyermeke. Egyetlen nővére volt. Római katolikus vallásban nevelkedett.
A polgári iskola elvégzése után a pápai tanítóképzőben tanult, ahol 1925-ben szerzett oklevelet. Kezdeti állomáshelyei Bazsi, Szentbékkálla és Pécsbányatelep voltak. Házasságkötése után feleségével Zalaszentbalázson helyezkedett el. Elismerték tevékenységét, 1932-ben igazgató-kántortanítóvá majd körzeti iskolai felügyelővé nevezték ki. Tanítói munkája mellett nagy gondot fordított a község közéletének szervezésére. A KALOT helyi szervezetének vezető munkatársaként dolgozott, és szervezte a Hangya Szövetkezet zalaszentbalázsi fiókját.

### Politikai pályája
Drozdy Győző ellenzéki országgyűlési képviselővel kötött ismeretsége révén bekapcsolódott a politikai életbe. Számos tanítótársához hasonlóan 1939-ben belépett a Magyar Élet Pártjába, 1942-ben viszont átlépett a Független Kisgazdapártba. A második világháború után, az 1945-ös választásokon még a kisgazdákat támogatta, de a párt és a politikai környezet megváltozása után a DNP-hez csatlakozott, és az 1947. augusztus 31-i országgyűlési választáson a párt Zala megyei választókerületében mandátumot is szerzett. Nem tartozott a Demokrata Néppárt legharcosabb képviselői közé, az MKP mégis támadást indított személye ellen formálisan a Horthy-rendszerben játszott politikai szerepvállalása miatt. A rágalmak alapján vizsgálat indult ellene, és 1948 júliusában megfosztották mandátumától.

### A kommunista diktatúra idején
1949-ig még taníthatott falujában, Zalaszentbalázson, de az év nyarán a lakóhelyétől mintegy 80 km-re fekvő Nyirádra helyezték át. Később a szomszédos Ukkra.
Nagy Imre miniszterelnöksége idején újra szerepet vállalhatott a közéletben. Megalakulásától, 1954-től a Hazafias Népfront ukki szervezetének titkára volt nyugdíjba vonulásáig, 1963-ig.
Az 1956-os forradalom idején beválasztották a Zala megyében újjászerveződő Demokrata Néppárt ideiglenes vezető testületébe. Lakóhelyén igyekezett indulatoktól mentes mederbe terelni az eseményeket. A szabadságharc leverése után bár vádat emeltek ellene, bírósági eljárást már nem kezdeményeztek vele szemben. Nyugdíjba vonulása után Zalaegerszegre költözött, és haláláig ott élt.

### A rendszerváltás után
Még megérte a rendszerváltást. Az újjászervező Demokrata Néppárt, azaz Kereszténydemokrata Néppárt mint a párt volt országgyűlési képviselőjét az országos pártvezetés tiszteletbeli tagjává választotta, valamint megkapta a Barankovics-emlékérmet. 1992 augusztusában hunyt el.